# 奧萬大壩
奧萬大壩為一座位在臺灣南投縣仁愛鄉已廢棄的水壩。

## 沿革

### 日治時期
奧萬大壩最早興建於臺灣日治時期1941年（昭和16年），歷時2年於1943年（昭和18年）完工，興建目的在於擷取濁水溪之水流進入當時的萬大發電所的3號發電機組進行發電。

### 戰後至今
戰後，當時臺灣省政府將包括奧萬大壩在內的原萬大發電所併入台灣電力公司萬大發電廠並持續營運發電。惟2008年辛樂克颱風侵襲臺灣，奧萬大壩上游之泥沙大量沖刷至奧萬大壩水庫池區，造成水壩之壩頂甚至比遭到泥沙堆積的河床還低，已無蓄水之能力，故於2008年3月29日由行政院經濟部代水利署公告廢棄。

## 參數

### 管理
- 水壩名稱：奧萬大壩[5]
- 管理機關：臺灣電力公司
- 興建目的：水力發電
- 興建概述：於萬大溪支流南北兩溪交匯處興建一座攔水壩來引水至萬大發電廠3號機組進行發電
- 水壩位置：南投縣仁愛鄉

### 水庫
- 擷水來源：萬大溪（濁水溪支流）[5]
- 集水面積：162平方公里
- 水庫容量：75,000 立方公尺[2]
- 有效庫容：10,000 立方公尺
- 正常蓄水位標高：1178.75 公尺
- 最高洪水位標高：1187公尺
- 滿水位面積：0.25公頃
- 現有效蓄水量：10,000 立方公尺

### 水壩
- 水壩類型：混凝土重力壩[5]
- 興建日期：1941年（昭和16年）
- 完工日期：1943年（昭和18年）[3]
- 壩頂標高：1178.75公尺
- 壩身高度：13 公尺
- 壩頂長度：46.4公尺
- 壩頂寬度：22 公尺
- 水壩體積：5740立方公尺

### 發電
- 供給機組：萬大發電廠3號機組[5]
- 始運日期：1943年（昭和18年）
- 計畫效益：年發電量80x100000 kwh（千瓦·時）
- 發電機組：裝機容量:15,300 kw（千瓦）
- 年發電量：80x1000000 kwh（千瓦·時）

## 資料來源
1. 1 2  . 經濟部水利署. 2005-03-28  [2015-06-24]. （原始内容存档于2016-03-04） （中文（臺灣））.
2. 1 2  . 經濟部水利署中區水資源局. 2015-06-23  [2015-06-24]. （原始内容存档于2016-03-04） （中文（臺灣））.
3. 1 2 3   (PDF). 台灣電力公司.   [2015-06-24]. （原始内容 (PDF)存档于2014-02-03） （中文（臺灣））.
4. ↑  陳瑞隆. . 行政院經濟部. 2008-03-29  [2015-06-24] （中文（臺灣））.
5. 1 2 3 4 5  黃文政. . 國立臺灣海洋大學網路發展學會.   [2015-06-24]. （原始内容存档于2016-03-04） （中文（臺灣））.